# 1382

## Esdeveniments
- L'Imperi Otomà conquereix Sofia
- Revolta popular al regne de Carles VI de França
- L'Horda d'Or encapçalada per Toktamix pren i crema Moscou

## Naixements
- Joan I de Foix

## Necrològiques
- 12 de maig, Joana I de Nàpols, a Nàpols
- 13 d'agost, Cuéllar: Elionor d'Aragó i de Sicília, princesa d'Aragó i reina consort de Castella (n. 1358).[1]